# Ximena Rincón
Ximena Cecilia Rincón González (Concepción, 5 luglio 1968) è una politica e avvocata cilena, presidente del Senato del Cile dal 25 agosto 2021 all'11 marzo 2022.

## Biografia
Nata a Concepción il 5 luglio 1968, ha quattro fratelli, l'ex deputato Ricardo Rincón, i giornalisti Mónica e Rodrigo Rincón e la psicologa Paulina Rincón.

### Studi
Studia storia presso l'Università di Concepción, non completando gli studi, diritto presso l'Universidad Católica De La Santísima Concepción e successivamente, a metà carriera, giurisprudenza all'Università del Cile, dove consegue una laurea in scienze giuridiche e sociali.

### Carriera politica

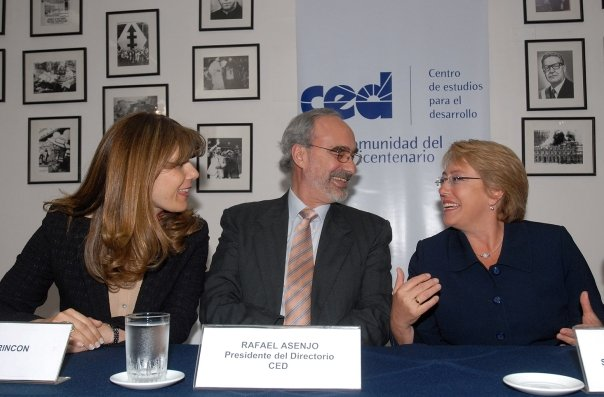
Ximena Rincón assieme a Rafael Asenjo e Michelle Bachelet.

Inizia ad interessarsi alla politica a quattordici anni, mentre frequentava la scuola media, entrando a far parte della dirigenza giovanile del Partito Democratico Cristiano.
Ricopre la carica di vicepresidente esecutiva della Fondazione per la promozione e lo sviluppo delle donne tra il 1998 e il 2000. Dal 27 gennaio 2005 all'11 marzo 2006 è intendente della Regione metropolitana di Santiago, diventando la prima donna a ricoprire tale carica.
Nel 2006 assume il ruolo di vicepresidente del Partito Democratico Cristiano, durante la presidenza del partito di Soledad Alvear. Nel 2008 si candida come sindaca del comune di Santiago del Cile, non risultando eletta.

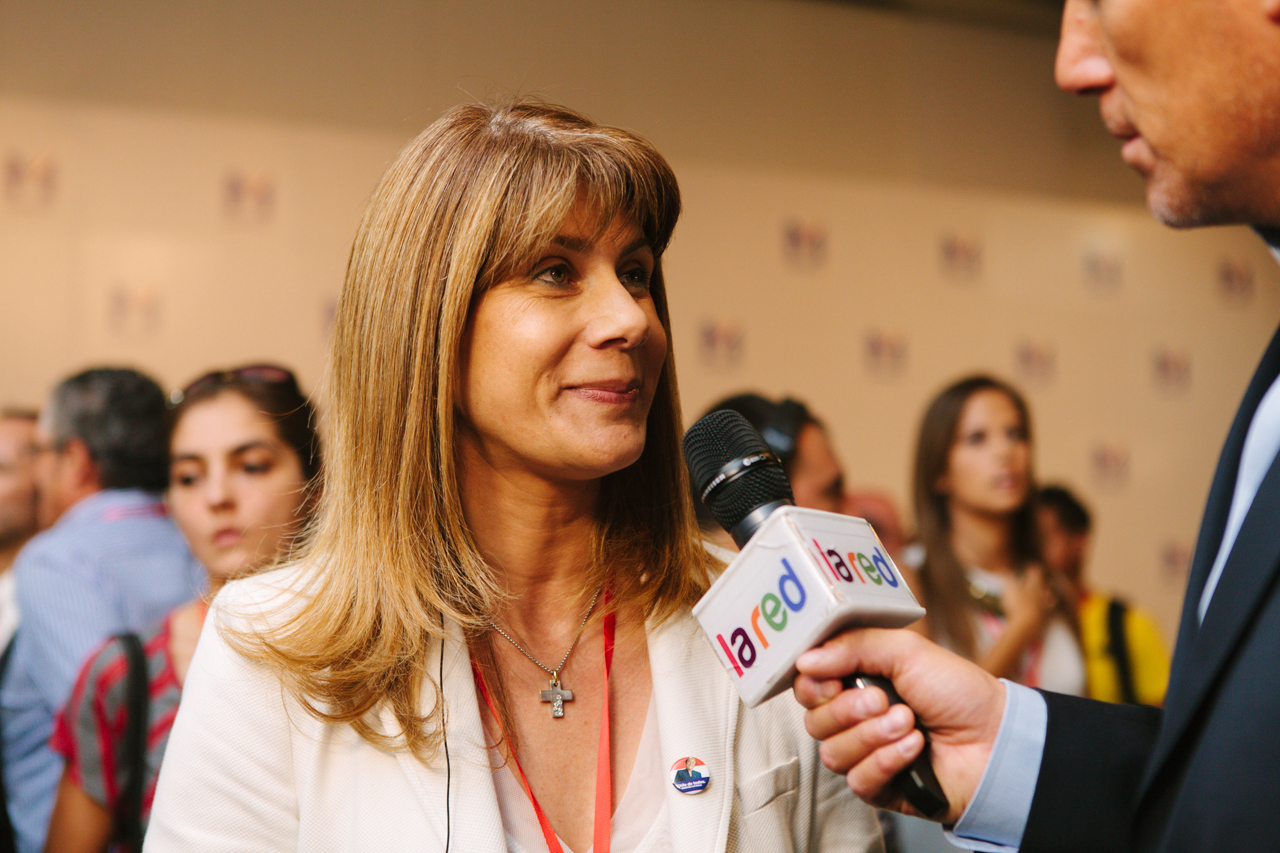
Ximena Rincón nel 2013.

Per le elezioni generali del 2009, annuncia la sua candidatura al Senato per la circoscrizione 11 di Maule del Sud, venendo eletta con il 31,03% dei voti. Rimane fino all'11 marzo 2014, giorno che assume l'incarico di ministra della segreteria generale e della Presidenza, nominata dalla presidente eletta Michelle Bachelet. Resta fino al maggio 2015, quando diventa di ministra del lavoro e della previdenza sociale. Lascia quest'incarico il 18 novembre 2016.
Alle elezioni del 2017 si candida come senatrice per la Regione del Maule, venendo eletta.
Il 23 dicembre 2020 tenta di candidarsi alle elezioni presidenziali per il Partito Democratico Cristiano, non riuscendoci perché scelta Yasna Provoste come candidata.
Il 25 agosto 2021 viene invece eletta presidente del Senato dopo le dimissioni di Yasna Provoste. Lascia l'incarico l'11 marzo 2022.

## Vita privata
Dal 1989 al 2011 è stata sposata con l'ex deputato Juan Carlos Latorre, col quale ha avuto tre figli: Valentina, Juan Carlos e Juan Pablo.

## Onorificenze
— 24 ottobre 2014